# Kochosa nigra
Espèce
Kochosa nigra est une espèce d'araignées aranéomorphes de la famille des Lycosidae.

## Distribution
Cette espèce est endémique du Queensland en Australie. Elle se rencontre sur le plateau Blackdown vers Dingo (en).

## Description
La femelle holotype mesure 4,61 mm.

## Systématique et taxinomie
Cette espèce a été décrite Framenau, Castanheira et Yoo en 2023.

## Publication originale
- Framenau, Castanheira & Yoo, 2023 : « The artoriine wolf spiders of Australia: the new genus Kochosa and a key to genera (Araneae: Lycosidae). » Zootaxa, no 5239(3), p. 301-357.